# Cali y el Dandee
Cali y el Dandee sono un duo musicale colombiano composto dai due fratelli Alejandro Rengifo (Cali) e Mauricio Rengifo (Dandee). Sono conosciuti per essere i pionieri del genere Flybot.

## Storia del gruppo
Mauricio Rengifo è nato il 15 ottobre del 1988 e suo fratello Alejandro Rengifo è nato il 3 settembre del 1993, entrambi sono originari della città di Cali. Hanno studiato nel Liceo Gimnasio Los Caobos.

## Carriera
Nel loro Paese natale, la Colombia, divennero famosi grazie alla canzone Volver, che riscosse grande successo in tutto il paese. Al di fuori della Colombia, sono conosciuti grazie alle loro canzoni Yo te esperaré e Gol, i cui video furono due dei più visti di YouTube España nel 2011, occupando rispettivamente la seconda e la quarta posizione della classifica.
Nel 2012 realizzarono una nuova versione della canzone Gol, con la collaborazione di David Bisbal, dal titolo No hay dos sin tres, come inno per la spedizione della Nazionale spagnola al Campionato europeo di calcio del 2012. No hay dos sin tres è stato anche il nome del loro tour di concerti in Spagna, il quale contava 15 date e una partecipazione al festival latinoamericano di Milano, in Italia.
Tre anni dopo, nel 2015, insieme all'argentino Luciano Pereyra, il brasiliano Sam Alves, la cilena D-Niss e la messicana Dulce María cantano la canzone non ufficiale della Copa América 2015: Pon el alma en el juego.

## Discografia

### Album in studio
- 2012 – 3 A.M.
- 2020 – Colegio

### EP
- 2013 – Te necesito

### Singoli
- 2012 – Yo te esperaré
- 2012 – No hay dos sin tres (featuring David Bisbal)
- 2013 – No digas nada
- 2013 – Te necesito
- 2013 – Por siempre
- 2014 – Contigo
- 2015 – Vivo ahora
- 2015 – Pon el alma en juego (featuring Luciano Pereyra, Sam Alves, D-Niss e Dulce María)
- 2015 – Por fin te encontré (featuring Juan Magán e Sebastián Yatra)
- 2017 – Lumbra (featuring Shaggy)
- 2017 – Loca (featuring Maite Perroni)
- 2018 – Sirena
- 2019 – Tequilla Sunrise (featuring Rauw Alejandro)
- 2019 – + (featuring Aitana)
- 2020 – Locura (featuring Sebastián Yatra)
- 2021 – Primera carta (featuring Beret)
- 2021 – Pasado (feat. Carmen DeLeon)
- 2021 – Despiértate (featuring Guaynaa e Mau y Ricky)
- 2021 – Juega (featuring Charly Black)
- 2021 – Por ella (featuring Beza)
- 2021 – Coldplay (featuring Aitana)
- 2022 – Soltera (featuring Omar Montes)
- 2023 – Legendaria (featuring MYA)